# Cathrine Meisingset
Cathrine Meisingset (1º gennaio 1985) è un'ex sciatrice alpina norvegese.

## Biografia
Attiva in gare FIS dal dicembre del 2000, la Meisingset esordì in Coppa Europa il 28 novembre 2002 a Ål in slalom gigante (44ª) e in Coppa del Mondo il 21 dicembre 2004 a Sankt Moritz in supergigante piazzandosi 63ª: tale piazzamento sarebbe rimasto il migliore della sua carriera nel massimo circuito internazionale. Nella stessa stagione 2004-2005 prese parte ai suoi unici Campionati mondiali e nella rassegna iridata di Bormio/Santa Caterina Valfurva si classificò 25ª nella discesa libera, 36ª nello slalom gigante e non completò il supergigante. In Coppa del Mondo prese per l'ultima volta il via il 18 dicembre 2005 a Val-d'Isère in supergigante, senza completare la prova; si ritirò durante quella stessa stagione 2005-2006 e la sua ultima gara fu la discesa libera di Coppa Europa disputata l'8 febbraio a Sarentino, non completata dalla Meisingset.

## Palmarès

### Coppa Europa
- Miglior piazzamento in classifica generale: 109ª nel 2005

### Campionati norvegesi
- 4 medaglie:
  - 3 ori (discesa libera nel 2004; discesa libera, combinata nel 2005)[1]
  - 1 argento (supergigante nel 2004)